# WTA de Tóquio
O WTA de Tóquio – ou Toray Pan Pacific Open, atualmente – é um torneio de tênis profissional feminino, de categoria WTA 500. É o único de elite para mulheres atualmente ativo, sendo que já passaram muitos outros em paralelo na cidade.
Realizado em Tóquio, capital do Japão, estreou em 1973 e teve poucos anos de hiato. Os jogos são disputados em quadras duras durante o mês de setembro. A partir de 2024, passou a ocorrer no mês de outubro.
Além do Pan Pacific, o Japan Open foi outro que se consolidou durante a maior parte do período, desde os anos 1970. Quatro foram coadjuvantes: o Toyota Princess Cup (anos 1990 e começo dos 2000), o Borden Classic (três edições nos anos 1980), o Lion's Cup (somente simples; a maior parte nos anos 1980) e o Virginia Slims International Doubles Championships (exclusivo de duplas, que se chamou, na maior parte do tempo em Tóquio, Bridgestone Doubles, e depois se estendeu por outras cidades do mundo). Antes da criação de um circuito profissional (1971) ou da WTA (1973), ainda outros eventos se fizeram presentes, no geral com campeões locais.

## Finais
Devido à complexidade das características dos torneios em Tóquio, com algumas edições ou eventos completos apresentando apenas simples ou duplas, além de certos grupos estarem em um contexto de sedes itinerantes, esta seção dividirá as tabelas por eventos, com o nome comercial mais recente de cada um, para fácil compreensão.

### Toray Pan Pacific Open

#### Simples
| Ano                                                                | Campeã               | Vice-campeã              | Resultado       |
| ------------------------------------------------------------------ | -------------------- | ------------------------ | --------------- |
| 2024                                                               | Zheng Qinwen         | Sofia Kenin              | 7–65, 6–3       |
| 2023                                                               | Veronika Kudermetova | Jessica Pegula           | 7–5, 6–1        |
| 2022                                                               | Liudmila Samsonova   | Zheng Qinwen             | 7–5, 7–5        |
| Torneio não realizado em 2021 e 2020 devido à pandemia de COVID-19 |                      |                          |                 |
| Torneio não realizado na cidade em 2019. Ver WTA de Osaka          |                      |                          |                 |
| 2018                                                               | Karolína Plíšková    | Naomi Osaka              | 6–4, 6–4        |
| 2017                                                               | Caroline Wozniacki   | Anastasia Pavlyuchenkova | 6–0, 7–5        |
| 2016                                                               | Caroline Wozniacki   | Naomi Osaka              | 7–5, 6–3        |
| 2015                                                               | Agnieszka Radwańska  | Belinda Bencic           | 6–2, 6–2        |
| 2014                                                               | Ana Ivanović         | Caroline Wozniacki       | 6–2, 7–62       |
| 2013                                                               | Petra Kvitová        | Angelique Kerber         | 6–2, 0–6, 6–3   |
| 2012                                                               | Nadia Petrova        | Agnieszka Radwańska      | 6–0, 1–6, 6–3   |
| 2011                                                               | Agnieszka Radwańska  | Vera Zvonareva           | 6–3, 6–2        |
| 2010                                                               | Caroline Wozniacki   | Elena Dementieva         | 1–6, 6–2, 6–3   |
| 2009                                                               | Maria Sharapova      | Jelena Janković          | 5–2, ab.        |
| 2008                                                               | Dinara Safina        | Svetlana Kuznetsova      | 6–1, 6–3        |
| 2007                                                               | Martina Hingis       | Ana Ivanović             | 6–4, 6–2        |
| 2006                                                               | Elena Dementieva     | Martina Hingis           | 6–2, 6–0        |
| 2005                                                               | Maria Sharapova      | Lindsay Davenport        | 6–1, 3–6, 7–65  |
| 2004                                                               | Lindsay Davenport    | Magdalena Maleeva        | 6–4, 6–1        |
| 2003                                                               | Lindsay Davenport    | Monica Seles             | 66–7, 6–1, 6–2  |
| 2002                                                               | Martina Hingis       | Monica Seles             | 7–66, 4–6, 6–3  |
| 2001                                                               | Lindsay Davenport    | Martina Hingis           | 46–7, 6–4, 6–2  |
| 2000                                                               | Martina Hingis       | Sandrine Testud          | 6–3, 7–5        |
| 1999                                                               | Martina Hingis       | Amanda Coetzer           | 6–2, 6–1        |
| 1998                                                               | Lindsay Davenport    | Martina Hingis           | 6–3, 6–3        |
| 1997                                                               | Martina Hingis       | Steffi Graf              | w.o.            |
| 1996                                                               | Iva Majoli           | Arantxa Sánchez Vicario  | 6–4, 6–1        |
| 1995                                                               | Kimiko Date          | Lindsay Davenport        | 6–1, 6–2        |
| 1994                                                               | Steffi Graf          | Martina Navratilova      | 6–2, 6–4        |
| 1993                                                               | Martina Navratilova  | Larisa Neiland           | 6–2, 6–2        |
| 1992                                                               | Gabriela Sabatini    | Martina Navratilova      | 6–2, 4–6, 6–2   |
| 1991                                                               | Gabriela Sabatini    | Martina Navratilova      | 2–6, 6–2, 6–4   |
| 1990                                                               | Steffi Graf          | Arantxa Sánchez Vicario  | 6–1, 6–2        |
| 1989                                                               | Martina Navratilova  | Lori McNeil              | 36–7, 6–3, 7–65 |
| 1988                                                               | Pam Shriver          | Helena Suková            | 7–5 6–1         |
| 1987                                                               | Gabriela Sabatini    | Manuela Maleeva          | 6–4, 7–66       |
| 1986                                                               | Steffi Graf          | Manuela Maleeva          | 6–4, 6–2        |
| 1985                                                               | Manuela Maleeva      | Bonnie Gadusek           | 7–62, 3–6, 7–5  |
| 1984                                                               | Manuela Maleeva      | Claudia Kohde-Kilsch     | 3–6, 6–4, 6–4   |
| 1983                                                               | Lisa Bonder          | Andrea Jaeger            | 6–2, 5–7, 6–1   |
| 1982                                                               | Bettina Bunge        | Barbara Potter           | 7–6, 6–2        |
| 1981                                                               | Ann Kiyomura         | Bettina Bunge            | 6–4, 7–5        |
| 1980                                                               | Billie Jean King     | Terry Holladay           | 7–5, 6–4        |
| 1979                                                               | Billie Jean King     | Evonne Cawley            | 6–4, 7–5        |
| 1978                                                               | Virginia Wade        | Betty Stöve              | 6–4, 7–6        |
| 1977                                                               | Virginia Wade        | Martina Navrátilová      | 5–7, 7–5, 6–4   |
| 1976                                                               | Betty Stöve          | Margaret Court           | 1–6, 6–4, 6–3   |
| 1975                                                               | Margaret Court       | Evonne Cawley            | 46–7, 6–1, 7–5  |
| Torneio não realizado em 1974                                      |                      |                          |                 |
| 1973                                                               | Billie Jean King     | Nancy Richey Gunter      | 7–6, 5–7, 6–3   |

#### Duplas
| Ano                                                                | Campeãs                                    | Vice-campeãs                               | Resultado         |
| ------------------------------------------------------------------ | ------------------------------------------ | ------------------------------------------ | ----------------- |
| 2024                                                               | Shuko Aoyama Eri Hozumi                    | Ena Shibahara Laura Siegemund              | 6–4, 7–63         |
| 2023                                                               | Ulrikke Eikeri Ingrid Neel                 | Eri Hozumi Makoto Ninomiya                 | 3–6, 7–5, [10–5]  |
| 2022                                                               | Gabriela Dabrowski Giuliana Olmos          | Nicole Melichar-Martinez Ellen Perez       | 6–4, 6–4          |
| Torneio não realizado em 2021 e 2020 devido à pandemia de COVID-19 |                                            |                                            |                   |
| Torneio não realizado na cidade em 2019. Ver WTA de Osaka          |                                            |                                            |                   |
| 2018                                                               | Miyu Kato Makoto Ninomiya                  | Andrea Sestini Hlaváčková Barbora Strýcová | 6–4, 6–4          |
| 2017                                                               | Andreja Klepač María José Martínez Sánchez | Daria Gavrilova Daria Kasatkina            | 6–3, 6–2          |
| 2016                                                               | Sania Mirza Barbora Strýcová               | Liang Chen Yang Zhaoxuan                   | 6–1, 6–1          |
| 2015                                                               | Garbiñe Muguruza Carla Suárez Navarro      | Chan Hao-ching Chan Yung-jan               | 7–5, 6–1          |
| 2014                                                               | Cara Black Sania Mirza                     | Garbiñe Muguruza Carla Suárez Navarro      | 6–2, 7–5          |
| 2013                                                               | Cara Black Sania Mirza                     | Chan Hao-ching Liezel Huber                | 4–6, 6–0, [11–9]  |
| 2012                                                               | Raquel Kops-Jones Abigail Spears           | Anna-Lena Grönefeld Květa Peschke          | 6–1, 6–4          |
| 2011                                                               | Liezel Huber Lisa Raymond                  | Gisela Dulko Flavia Pennetta               | 7–64, 0–6, [10–6] |
| 2010                                                               | Iveta Benešová Barbora Záhlavová-Strýcová  | Shahar Pe'er Peng Shuai                    | 6–4, 4–6, [10–8]  |
| 2009                                                               | Alisa Kleybanova Francesca Schiavone       | Daniela Hantuchová Ai Sugiyama             | 6–4, 6–2          |
| 2008                                                               | Vania King Nadia Petrova                   | Lisa Raymond Samantha Stosur               | 6–1, 6–4          |
| 2007                                                               | Lisa Raymond Samantha Stosur               | Vania King Rennae Stubbs                   | 7–66, 3–6, 7–5    |
| 2006                                                               | Lisa Raymond Samantha Stosur               | Cara Black Rennae Stubbs                   | 6–2, 6–1          |
| 2005                                                               | Janette Husárová Elena Likhovtseva         | Lindsay Davenport Corina Morariu           | 6–4, 6–3          |
| 2004                                                               | Cara Black Rennae Stubbs                   | Elena Likhovtseva Magdalena Maleeva        | 6–0, 6–1          |
| 2003                                                               | Elena Bovina Rennae Stubbs                 | Lindsay Davenport Lisa Raymond             | 6–3, 6–4          |
| 2002                                                               | Lisa Raymond Rennae Stubbs                 | Els Callens Roberta Vinci                  | 6–1, 6–1          |
| 2001                                                               | Lisa Raymond Rennae Stubbs                 | Anna Kournikova Iroda Tulyaganova          | 7–65, 2–6, 7–66   |
| 2000                                                               | Martina Hingis Mary Pierce                 | Alexandra Fusai Nathalie Tauziat           | 6–4, 6–1          |
| 1999                                                               | Lindsay Davenport Natasha Zvereva          | Martina Hingis Jana Novotná                | 6–2, 6–3          |
| 1998                                                               | Martina Hingis Mirjana Lučić               | Lindsay Davenport Natasha Zvereva          | 7–5, 6–4          |
| 1997                                                               | Lindsay Davenport Natasha Zvereva          | Gigi Fernández Martina Hingis              | 6–4, 6–3          |
| 1996                                                               | Gigi Fernández Natasha Zvereva             | Mariaan de Swardt Irina Spîrlea            | 7–67, 6–3         |
| 1995                                                               | Gigi Fernández Natasha Zvereva             | Lindsay Davenport Rennae Stubbs            | 6–0, 6–3          |
| 1994                                                               | Pam Shriver Elizabeth Smylie               | Manon Bollegraf Martina Navratilova        | 6–3, 3–6, 7–63    |
| 1993                                                               | Martina Navratilova Helena Suková          | Lori McNeil Rennae Stubbs                  | 6–4, 6–3          |
| 1992                                                               | Arantxa Sánchez Vicario Helena Suková      | Martina Navratilova Pam Shriver            | 7–5, 6–1          |
| 1991                                                               | Kathy Jordan Elizabeth Smylie              | Mary Joe Fernández Robin White             | 4–6, 6–0, 6–3     |
| 1990                                                               | Gigi Fernández Elizabeth Smylie            | Jo-Anne Faull Rachel McQuillan             | 6–2, 6–2          |
| 1989                                                               | Katrina Adams Zina Garrison                | Mary Joe Fernández Claudia Kohde-Kilsch    | 6–3, 3–6, 7–65    |
| 1988                                                               | Pam Shriver Helena Suková                  | Gigi Fernández Robin White                 | 4–6, 6–2, 7–65    |
| 1987                                                               | Anne White Robin White                     | Katerina Maleeva Manuela Maleeva           | 6–1, 6–2          |
| 1986                                                               | Bettina Bunge Steffi Graf                  | Katerina Maleeva Manuela Maleeva           | 6–1, 46–7, 6–2    |
| 1985                                                               | Claudia Kohde-Kilsch Helena Suková         | Marcella Mesker Elizabeth Smylie           | 6–0, 6–4          |
| 1984                                                               | Claudia Kohde-Kilsch Helena Suková         | Elizabeth Smylie Catherine Tanvier         | 6–4, 6–4          |
| Torneio de duplas não realizado entre 1983 e 1976                  |                                            |                                            |                   |
| 1975                                                               | Evonne Cawley Margaret Court               | Helen Gourlay Ann Kiyomura                 | 6–1, 7–5          |
| Torneio não realizado em 1974                                      |                                            |                                            |                   |
| 1973                                                               | Laura duPont Kristien Kemmer               | Karen Krantzcke Nancy Richey               | 8–6               |

### Japan Women's Open Tennis

#### Simples
| Ano                                                                     | Campeã               | Vice-campeã         | Resultado      |
| ----------------------------------------------------------------------- | -------------------- | ------------------- | -------------- |
| Torneio não realizado na cidade entre 2019 e 2018. Ver WTA de Hiroshima |                      |                     |                |
| 2017                                                                    | Zarina Diyas         | Miyu Kato           | 6–2, 7–5       |
| 2016                                                                    | Christina McHale     | Kateřina Siniaková  | 3–6, 6–4, 6–4  |
| 2015                                                                    | Yanina Wickmayer     | Magda Linette       | 4–6, 6–3, 6–3  |
| Torneio não realizado na cidade entre 2014 e 2009. Ver WTA de Osaka     |                      |                     |                |
| 2008                                                                    | Caroline Wozniacki   | Kaia Kanepi         | 6–2, 3–6, 6–1  |
| 2007                                                                    | Virginie Razzano     | Venus Williams      | 4–6, 7–67, 6–4 |
| 2006                                                                    | Marion Bartoli       | Aiko Nakamura       | 2–6, 6–2, 6–2  |
| 2005                                                                    | Nicole Vaidišová     | Tatiana Golovin     | 7–64, 3–2, ab. |
| 2004                                                                    | Maria Sharapova      | Mashona Washington  | 6–0, 6–1       |
| 2003                                                                    | Maria Sharapova      | Anikó Kapros        | 2–6, 6–2, 7–65 |
| 2002                                                                    | Jill Craybas         | Silvija Talaja      | 2–6, 6–4, 6–4  |
| 2001                                                                    | Monica Seles         | Tamarine Tanasugarn | 6–3, 6–2       |
| 2000                                                                    | Julie Halard-Decugis | Amy Frazier         | 5–7, 7–5, 6–4  |
| 1999                                                                    | Amy Frazier          | Ai Sugiyama         | 6–2, 6–2       |
| 1998                                                                    | Ai Sugiyama          | Corina Morariu      | 6–3, 6–3       |
| 1997                                                                    | Ai Sugiyama          | Amy Frazier         | 4–6, 6–4, 6–4  |
| 1996                                                                    | Kimiko Date          | Amy Frazier         | 7–5, 6–4       |
| 1995                                                                    | Amy Frazier          | Kimiko Date         | 7–65, 7–5      |
| 1994                                                                    | Kimiko Date          | Amy Frazier         | 7–5, 6–0       |
| 1993                                                                    | Kimiko Date          | Stephanie Rottier   | 6–1, 6–3       |
| 1992                                                                    | Kimiko Date          | Sabine Appelmans    | 7–5, 3–6, 6–3  |
| 1991                                                                    | Lori McNeil          | Sabine Appelmans    | 2–6, 6–2, 6–1  |
| 1990                                                                    | Catarina Lindqvist   | Elizabeth Smylie    | 6–3, 6–2       |
| 1989                                                                    | Kumiko Okamoto       | Elizabeth Smylie    | 6–4, 6–2       |
| 1988                                                                    | Patty Fendick        | Stephanie Rehe      | 6–3, 7–5       |
| 1987                                                                    | Manuela Maleeva      | Barbara Gerken      | 6–2, 6–3       |
| 1986                                                                    | Helen Kelesi         | Bettina Fulco       | 6–2, 6–2       |
| 1985                                                                    | Gabriela Sabatini    | Linda Gates         | 6–3, 6–4       |
| 1984                                                                    | Lilian Descher       | Shawn Foltz         | 6–4, 6–2       |
| 1983                                                                    | Etsuko Inoue         | Shelley Solomon     | 7–5, 6–2       |
| 1982                                                                    | Laura Arraya         | Pilar Vásquez       | 3–6, 6–4, 6–0  |
| 1981                                                                    | Marie Pinteróva      | Pam Casale          | 2–6, 6–4, 6–1  |
| 1980                                                                    | Mariana Simionescu   | Nerida Gregory      | 6–4, 6–4       |
| 1979                                                                    | Betsy Nagelsen       | Naoko Sato          | 6–1, 3–6, 6–3  |
| Torneio não realizado entre 1978 e 1977                                 |                      |                     |                |
| 1976                                                                    | Wendy Turnbull       | Michèle Gurdal      | 6–1, 6–1       |
| 1975                                                                    | Kazuko Sawamatsu     | Ann Kiyomura        | 6–2, 3–6, 6–1  |
| 1974                                                                    | Maria Esther Bueno   | Katja Ebbinghaus    | 3–6, 6–4, 6–3  |
| 1973                                                                    | Evonne Goolagong     | Helga Masthoff      | 6–3, 6–4       |
| 1972                                                                    | Kazuko Sawamatsu     | Alena Palmeová-West | 6–3, 6–0       |
| 1971                                                                    | Kimiyo Hatanaka      | Lee Duk-hee         | 9–7, 4–6, 9–7  |

#### Duplas
| Ano                                                                     | Campeãs                              | Vice-campeãs                                | Resultado        |
| ----------------------------------------------------------------------- | ------------------------------------ | ------------------------------------------- | ---------------- |
| Torneio não realizado na cidade entre 2019 e 2018. Ver WTA de Hiroshima |                                      |                                             |                  |
| 2017                                                                    | Shuko Aoyama Yang Zhaoxuan           | Monique Adamczak Storm Sanders              | 6–0, 2–6, [10–5] |
| 2016                                                                    | Shuko Aoyama Makoto Ninomiya         | Jocelyn Rae Anna Smith                      | 6–3, 6–3         |
| 2015                                                                    | Chan Hao-ching Chan Yung-jan         | Misaki Doi Kurumi Nara                      | 6–1, 6–2         |
| Torneio não realizado na cidade entre 2014 e 2009. Ver WTA de Osaka     |                                      |                                             |                  |
| 2008                                                                    | Jill Craybas Marina Erakovic         | Ayumi Morita Aiko Nakamura                  | 4–6, 7–5, [10–6] |
| 2007                                                                    | Sun Tiantian Yan Zi                  | Chuang Chia-jung Vania King                 | 1–6, 6–2, [10–6] |
| 2006                                                                    | Vania King Jelena Kostanić           | Chan Yung-jan Chuang Chia-jung              | 7–62, 5–7, 6–2   |
| 2005                                                                    | Gisela Dulko Maria Kirilenko         | Shinobu Asagoe Maria Vento-Kabchi           | 7–5, 4–6, 6–3    |
| 2004                                                                    | Shinobu Asagoe Katarina Srebotnik    | Jennifer Hopkins Mashona Washington         | 6–1, 6–4         |
| 2003                                                                    | Maria Sharapova Tamarine Tanasugarn  | Ansley Cargill Ashley Harkleroad            | 7–61, 6–0        |
| 2002                                                                    | Shinobu Asagoe Nana Miyagi           | Svetlana Kuznetsova Arantxa Sánchez Vicario | 6–4, 4–6, 6–4    |
| 2001                                                                    | Liezel Huber Rachel McQuillan        | Janet Lee Wynne Prakusya                    | 6–2, 6–0         |
| 2000                                                                    | Julie Halard-Decugis Corina Morariu  | Tina Križan Katarina Srebotnik              | 6–1, 6–2         |
| 1999                                                                    | Corina Morariu Kimberly Po           | Catherine Barclay Kerry-Anne Guse           | 6–3, 6–2         |
| 1998                                                                    | Naoko Kijimuta Nana Miyagi           | Amy Frazier Rika Hiraki                     | 6–3, 4–6, 6–4    |
| 1997                                                                    | Alexia Dechaume-Balleret Rika Hiraki | Kerry-Anne Guse Corina Morariu              | 6–4, 6–2         |
| 1996                                                                    | Kimiko Date Ai Sugiyama              | Amy Frazier Kimberly Po                     | 7–6, 6–7, 6–3    |
| 1995                                                                    | Miho Saeki Yuka Yoshida              | Kyoko Nagatsuka Ai Sugiyama                 | 6–3, 6–3         |
| 1994                                                                    | Mami Donoshiro Ai Sugiyama           | Yayuk Basuki Nana Miyagi                    | 6–4, 6–1         |
| 1993                                                                    | Ei Iida Maya Kidowaki                | Li Fang Kyoko Nagatsuka                     | 6–2, 4–6, 6–4    |
| 1992                                                                    | Amy Frazier Rika Hiraki              | Kimiko Date Stephanie Rehe                  | 5–7, 7–65, 6–0   |
| 1991                                                                    | Amy Frazier Maya Kidowaki            | Yone Kamio Akiko Kijimuta                   | 6–2, 6–4         |
| 1990                                                                    | Kathy Jordan Elizabeth Smylie        | Hu Na Michelle Jaggard                      | 6–0, 3–6, 6–1    |
| 1989                                                                    | Jill Hetherington Elizabeth Smylie   | Ann Henricksson Beth Herr                   | 6–1, 6–3         |
| 1988                                                                    | Gigi Fernández Robin White           | Lea Antonoplis Barbara Gerken               | 6–1, 6–4         |
| 1987                                                                    | Kathy Jordan Betsy Nagelsen          | Sandy Collins Sharon Walsh-Pete             | 6–3, 7–5         |
| 1986                                                                    | Sandy Collins Sharon Walsh-Pete      | Susan Mascarin Betsy Nagelsen               | 6–1, 6–2         |
| 1985                                                                    | Belinda Cordwell Julie Richardson    | Laura Gildemeister Beth Herr                | 6–4, 6–4         |
| 1984                                                                    | Betsy Nagelsen Candy Reynolds        | Emilse Longo Adriana Villagrán              | 6–3, 6–2         |
| 1983                                                                    | Chris O'Neil Pam Whytcross           | Helena Manset Micki Schillig                | 6–3, 7–5         |
| 1982                                                                    | Laura duPont Barbara Jordan          | Brenda Remilton Naoko Sato                  | 6–2, 6–7, 6–1    |
| 1981                                                                    | Patrícia Medrado Cláudia Monteiro    | Barbara Jordan Roberta McCallum             | 6–3, 3–6, 6–2    |
| 1980                                                                    | Dana Gilbert Peanut Louie            | Nerida Gregory Marie Pinterová              | 6–3, 6–2         |
| 1979                                                                    | Penny Johnson Betsy Nagelsen         | Chuen Chuan Yu Li-chiao                     | 3–6, 6–4, 7–6    |
| Torneio não realizado entre 1978 e 1977                                 |                                      |                                             |                  |
| Torneio de duplas não realizado em 1976                                 |                                      |                                             |                  |
| 1975                                                                    | Ann Kiyomura Kazuko Sawamatsu        | Kayoko Fukuoka Kiyoko Nomura                | 6–2, 6–3         |
| 1974                                                                    | Ann Kiyomura Kazuko Sawamatsu        | Kimiyo Yagawara Janet Young                 | 4–6, 6–4, 6–0    |
| Torneio de duplas não realizado entre 1973 e 1971                       |                                      |                                             |                  |

### Toyota Princess Cup

#### Simples
| Ano  | Campeã                  | Vice-campeã             | Resultado      |
| ---- | ----------------------- | ----------------------- | -------------- |
| 2002 | Serena Williams         | Kim Clijsters           | 2–6, 6–3, 6–3  |
| 2001 | Jelena Dokić            | Arantxa Sánchez Vicario | 6–4, 6–2       |
| 2000 | Serena Williams         | Julie Halard-Decugis    | 7–5, 6–1       |
| 1999 | Lindsay Davenport       | Monica Seles            | 7–5, 7–61      |
| 1998 | Monica Seles            | Arantxa Sánchez-Vicario | 4–6, 6–3, 6–4  |
| 1997 | Monica Seles            | Arantxa Sánchez Vicario | 6–1, 3–6, 7–65 |
| 1996 | Monica Seles            | Arantxa Sánchez Vicario | 6–1, 6–4       |
| 1995 | Mary Pierce             | Arantxa Sánchez Vicario | 6–3, 6–3       |
| 1994 | Arantxa Sánchez Vicario | Amy Frazier             | 7–5, 6–0       |
| 1993 | Amanda Coetzer          | Kimiko Date             | 6–3, 6–2       |
| 1992 | Monica Seles            | Gabriela Sabatini       | 6–2, 6–0       |
| 1991 | Monica Seles            | Mary Joe Fernández      | 6–1, 6–1       |
| 1990 | Mary Joe Fernández      | Amy Frazier             | 3–6, 6–2, 6–3  |

#### Duplas
| Ano  | Campeãs                                     | Vice-campeãs                               | Resultado      |
| ---- | ------------------------------------------- | ------------------------------------------ | -------------- |
| 2002 | Svetlana Kuznetsova Arantxa Sánchez Vicario | Petra Mandula Patricia Wartusch            | 6–2, 6–4       |
| 2001 | Cara Black Liezel Huber                     | Kim Clijsters Ai Sugiyama                  | 6–1, 6–3       |
| 2000 | Julie Halard-Decugis Ai Sugiyama            | Nana Miyagi Paola Suárez                   | 6–0, 6–2       |
| 1999 | Conchita Martínez Patricia Tarabini         | Amanda Coetzer Jelena Dokić                | 56–7, 6–4, 6–2 |
| 1998 | Anna Kournikova Monica Seles                | Mary Joe Fernández Arantxa Sánchez-Vicario | 6–4, 6–4       |
| 1997 | Monica Seles Ai Sugiyama                    | Julie Halard-Decugis Chanda Rubin          | 6–1, 6–0       |
| 1996 | Amanda Coetzer Mary Pierce                  | Park Sung-hee Wang Shi-ting                | 6–3, 7–6       |
| 1995 | Lindsay Davenport Mary Joe Fernández        | Amanda Coetzer Linda Wild                  | 6–3, 6–2       |
| 1994 | Julie Halard Arantxa Sánchez Vicario        | Amy Frazier Rika Hiraki                    | 6–1, 0–6, 6–1  |
| 1993 | Lisa Raymond Chanda Rubin                   | Amanda Coetzer Linda Harvey-Wild           | 6–4, 6–1       |
| 1992 | Mary Joe Fernández Robin White              | Yayuk Basuki Nana Miyagi                   | 6–4, 6–4       |
| 1991 | Mary Joe Fernández Pam Shriver              | Carrie Cunningham Laura Gildemeister       | 6–3, 6–3       |
| 1990 | Mary Joe Fernández Robin White              | Gigi Fernández Martina Navratilova         | 4–6, 6–3, 7–64 |

### Borden Classic

#### Simples
| Ano  | Campeã       | Vice-campeã     | Resultado     |
| ---- | ------------ | --------------- | ------------- |
| 1984 | Etsuko Inoue | Beth Herr       | 6–0, 6–0      |
| 1983 | Lisa Bonder  | Laura Arraya    | 6–1, 6–3      |
| 1982 | Lisa Bonder  | Shelley Solomon | 2–6, 6–0, 6–3 |

#### Duplas
| Ano  | Campeãs                    | Vice-campeãs                   | Resultado     |
| ---- | -------------------------- | ------------------------------ | ------------- |
| 1984 | Mercedes Paz Ronni Reis    | Emilse Longo Adriana Villagrán | 6–4, 7–5      |
| 1983 | Chris O'Neil Pam Whytcross | Brenda Remilton Naoko Sato     | 5–7, 7–6, 6–3 |
| 1982 | Brenda Remilton Naoko Sato | Laura duPont Barbara Jordan    | 2–6, 6–3, 6–3 |

### Lion's Cup
Este foi um evento exclusivamente de simples.

#### Simples
| Ano  | Campeã              | Vice-campeã         | Resultado     |
| ---- | ------------------- | ------------------- | ------------- |
| 1985 | Chris Evert-Lloyd   | Manuela Maleeva     | 7–6, 6–0      |
| 1984 | Manuela Maleeva     | Hana Mandlíková     | 6–1, 1–6, 6–4 |
| 1983 | Martina Navratilova | Chris Evert-Lloyd   | 6–2, 6–2      |
| 1982 | Chris Evert-Lloyd   | Andrea Jaeger       | 6–3, 6–2      |
| 1981 | Martina Navratilova | Chris Evert-Lloyd   | 6–3, 6–2      |
| 1980 | Martina Navrátilová | Tracy Austin        | 6–4, 6–3      |
| 1979 | Tracy Austin        | Martina Navrátilová | 6–2, 6–1      |
| 1978 | Chris Evert         | Martina Navrátilová | 7–5, 6–2      |

### VS International Doubles Championships
Este foi um evento exclusivamente de duplas.

#### Duplas
| Ano | Campeãs                              | Vice-campeãs                    | Resultado      |
| --- | ------------------------------------ | ------------------------------- | -------------- |
| Torneio não realizado na cidade entre 1997 e 1990. Ver WTA de Edimburgo (1997–95), WTA de Wesley Chapel (1994–92), WTA de Tarpon Springs (1991) e WTA de Orlando (1990) |                                      |                                 |                |
| 1989 | Gigi Fernández Robin White           | Elizabeth Smylie Wendy Turnbull | 6–2, 6–2       |
| 1988 | Katrina Adams Zina Garrison          | Gigi Fernández Robin White      | 7–5, 7–5       |
| 1987 | Claudia Kohde-Kilsch Helena Suková   | Elise Burgin Pam Shriver        | 6–1, 7–65      |
| Torneio não realizado na cidade em 1982. Ver WTA de Nashville |                                      |                                 |                |
| 1985 | Kathy Jordan Elizabeth Smylie        | Betsy Nagelsen Anne White       | 4–6, 7–5, 6–2  |
| 1984 | Ann Kiyomura Pam Shriver             | Kathy Jordan Elizabeth Sayers   | 6–3, 76–7, 6–3 |
| 1983 | Billie Jean King Sharon Walsh        | Kathy Jordan Anne Smith         | 6–1, 6–1       |
| Torneio não realizado na cidade em 1982. Ver WTA de Fort Worth |                                      |                                 |                |
| 1981 | Sue Barker Ann Kiyomura              | Barbara Potter Sharon Walsh     | 7–5, 6–2       |
| 1980 | Billie Jean King Martina Navrátilová | Sue Barker Ann Kiyomura         | 7–5, 6–3       |
| 1979 | Françoise Dürr Betty Stöve           | Sue Barker Ann Kiyomura         | 7–5, 7–6       |
| Torneio (somente as duplas) parte do WTA Finals |                                      |                                 |                |

### Primeiros torneios

#### Simples
| Ano        | Campeã           | Vice-campeã     | Resultado     |
| ---------- | ---------------- | --------------- | ------------- |
| 1972       | Kazuko Sawamatsu | Naoko Sato      | 6–2, 6–1      |
| 1971       | Yaeko Matsuda    | Kimiyo Hatanaka | 5–7, 6–4, 6–4 |
| 1970 (JC)  | Kazuko Sawamatsu | Kathleen Harter | 6–3, 7–5      |
| 1970 (AJI) | Kimiyo Hatanaka  | Cho Sei-rei     | 6–1, 6–3      |
| 1969       | Kazuko Sawamatsu | Kimiyo Hatanaka | 6–2, 7–5      |
| 1968       | Kazuko Sawamatsu | Kimiyo Hatanaka | 6–0, 6–2      |

#### Duplas
| Ano        | Campeãs                          | Vice-campeãs                     | Resultado     |
| ---------- | -------------------------------- | -------------------------------- | ------------- |
| 1972       | Kimiyo Hatanaka Kazuko Sawamatsu | Hideko Goto Naoko Sato           | 6–0, 6–2      |
| 1971       | Junko Sawamatsu Kazuko Sawamatsu | Kimiyo Hatanaka Chikako Murakami | 7–6, 6–1      |
| 1970 (JC)  | Kathy Harter Eva Lundquist       | Kimiyo Hatanaka · Murakami       | 6–3, 6–3      |
| 1970 (AJI) | Cho Sei-rei Ai Iida              | Kimiyo Hatanaka · Yaeko Murakami | 5–7, 7–5, 6–4 |
| 1969       | Junko Sawamatsu Kazuko Sawamatsu | Kimiyo Hatanaka Ai Iida          | 6–4, 6–2      |
| 1968       | Kimiyo Hatanaka Ai Iida          | Kazuko Kuromatsu Naoko Sato      | 6–0, 6–1      |